# Parotia helenae
La paradisea dalle sei penne orientale (Parotia helenae De Vis, 1891) è un uccello passeriforme della famiglia Paradisaeidae.

## Descrizione

### Dimensioni
Misura circa 25–27 cm di lunghezza: i maschi, a parità d'età, sono lievemente più grossi e pesante rispetto alle femmine.

### Aspetto
L'aspetto può ricordare quello delle pitte, con corpo tozzo e paffuto, coda corta e becco corvino.

Come molti uccelli del paradiso, anche questa specie presenta dicromatismo sessuale: la femmina, infatti, si presenta di colore bruno, più scuro su testa (ad eccezione della gola che è grigiastra), petto e dorso, mentre il ventre tende al giallo-arancio, con le singole penne orlate di bruno scuro a dare un effetto striato. Il maschio, invece, possiede piumaggio di colore nero corvino su tutto il corpo, con riflessi bronzei e purpurei particolarmente evidenti su testa e dorso: la fronte è bianco-grigiastra e munita di un ciuffetto erettile alla base del becco, la nuca è di colore verde-azzurro iridescente, così come il petto. Come in tutte le paradisee dalle sei penne, nel maschio sono appunto presenti sei penne (tre per lato) filiformi ma con punta tondeggiante appena dietro l'orecchio, e anche le penne di collo e fianchi sono modificate ad avere un aspetto sfilacciato.

## Distribuzione e habitat
La paradisea dalle sei penne orientale è endemica della Nuova Guinea, dove occupa le aree di foresta pluviale montana primaria e secondaria, fra i 500 e i 1500 m di quota, lungo il versante settentrionale dei monti Owen Stanley, grossomodo da Lae alle propaggini settentrionali della provincia della Baia Milne.

## Biologia
Si tratta di uccelli dalle abitudini solitarie e diurne, molto schivi e riservati, che passano la maggior parte del proprio tempo alla ricerca di cibo nella foresta.

### Alimentazione
Si tratta di uccelli frugivori, che tuttavia non disdegnano di integrare la propria dieta con insetti e altri piccoli invertebrati.

### Riproduzione
Sebbene siano stati osservati nidi con uova ascrivibili a questa specie nel mese di dicembre, non si dispone di dati sulla riproduzione: si ritiene, tuttavia, che essa non differisca significativamente per modalità e tempistiche da quella degli altri uccelli del paradiso, ed in particolare dalle altre specie congeneri.

## Tassonomia
A lungo considerata una sottospecie della paradisea dalle sei penne di Lawes (la sottospecie più orientale come diffusione, da cui il nome comune di questi uccelli) col nome di Parotia lawesii helenae, attualmente si ritiene che la paradisea dalle sei penne orientale costituisca una specie monotipica a sé stante.
Il nome scientifico di questi uccelli venne scelto in omaggio alla principessa Elena di Sassonia-Coburgo-Gotha, terza figlia della regina Vittoria e moglie del principe tedesco Cristiano di Schleswig-Holstein.